# Concordia Sagittaria
Concordia Sagittaria – miejscowość i gmina we Włoszech, w regionie Wenecja Euganejska, w prowincji Wenecja.
Według danych na rok 2004 gminę zamieszkiwały 10 492 osoby, 154,3 os./km².